# Nalikajmy
Nalikajmy [nalʲiˈkai̯mɨ] (tiếng Đức: Liekeim)  là một ngôi làng thuộc khu hành chính của Gmina Bartoszyce, thuộc huyện Bartoszycki, Warmińsko-Mazurskie, ở phía bắc Ba Lan, gần biên giới với tỉnh Kaliningrad của Nga. Nó nằm khoảng 4 kilômét (2 mi) phía bắc Bartoszyce và 59 km (37 mi) phía bắc thủ đô khu vực Olsztyn.
Trước năm 1945, khu vực này là một phần của Đức (Đông Phổ).